# Team Dukla Praha
L'equip Team Dukla Praha (codi UCI: ELA) és un equip ciclista txec que competeix en ruta i en pista. Ha combinat temporades com a professional de categoria continental, amb altres com amateur.

## Principals victòries
- Gran Premi Hydraulika Mikolasek: Alois Kaňkovský (2010)
- Gran Premi Miskolc: Alois Kaňkovský (2011)
- Volta al llac Taihu: Milan Kadlec (2012)
- Gran Premi Kralovehradeckeho kraje: Martin Hacecky (2012)
- Okolo Jiznich Cech: Jiří Hochmann (2012)
- Volta a la Xina II: Alois Kaňkovský (2013)
- Tour de Nanquín: Alois Kaňkovský (2013)
- Korona Kocich Gór: František Sisr (2015)

### Grans Voltes
- Tour de França
  - 0 participacions
- Giro d'Itàlia
  - 0 participacions
- Volta a Espanya
  - 0 participacions

## Classificacions UCI
Fins al 1998 els equips ciclistes es trobaven classificats dins l'UCI en una única categoria. El 1999 la classificació UCI per equips es dividí entre GSI, GSII i GSIII. D'acord amb aquesta classificació els Grups Esportius I són la primera categoria dels equips ciclistes professionals. La següent classificació estableix la posició de l'equip en finalitzar la temporada.
| Temporada | Classificació per equips | Millor ciclista en la classificació individual |
| --------- | ------------------------ | ---------------------------------------------- |
| 2003      | 54è (GSIII)              | Michael Mourecek (1315è)                       |

A partir del 2005 l'equip participa en les proves dels circuits continentals i principalment en les curses del calendari de l'UCI Europa Tour.
UCI Àfrica Tour
| Temporada | Classificació per equips | Millor ciclista en la classificació individual |
| --------- | ------------------------ | ---------------------------------------------- |
| 2007      | 21è                      | Vojtech Hacecky (160è)                         |
| 2011      | 50è                      | Milan Kadlec (191è)                            |

UCI Àsia Tour
| Temporada | Classificació per equips | Millor ciclista en la classificació individual |
| --------- | ------------------------ | ---------------------------------------------- |
| 2012      | 27è                      | Alois Kaňkovský (35è)                          |
| 2013      | 3r                       | Alois Kaňkovský (2n)                           |
| 2014      | 2n                       | Alois Kaňkovský (3r)                           |
| 2015      | 67è                      | Martin Bláha (226è)                            |

UCI Europa Tour
| Temporada | Classificació per equips | Millor ciclista en la classificació individual |
| --------- | ------------------------ | ---------------------------------------------- |
| 2005      | 95è                      | Stanislav Kozubek (332è)                       |
| 2006      | 107è                     | Milan Kadlec (614è)                            |
| 2007      | 110è                     | Martin Hacecky (712è)                          |
| 2011      | 96è                      | Jiří Hochmann (576è)                           |
| 2012      | 70è                      | Jiří Hochmann (229è)                           |
| 2013      | 113è                     | Alois Kaňkovský (650è)                         |
| 2014      | 109è                     | Jiří Hochmann (416è)                           |
| 2015      | 93è                      | František Sisr (200è)                          |
| 2016      | 138è                     | Martin Bláha (1820è)                           |